# Thomas Addison
Pour les articles homonymes, voir Addison.
Ne doit pas être confondu avec Thomas Edison.
 (septembre 2023).
Thomas Addison (2 avril 1793, Longbenton – 29 juin 1860, Brighton) est un médecin et scientifique britannique du XIXe siècle. Il est traditionnellement considéré comme un des « grands hommes » du Guy's Hospital à Londres.
En 1855, il décrit l’insuffisance chronique des glandes surrénales qui est connue sous le nom de  « Maladie d'Addison. »

## Biographie
Thomas Addison est né à Longbenton, dans le comté anglais du Northumberland, fils de Sarah et Joseph Addison, un épicier et vendeur de fleurs. Il étudie à l’école du village et ensuite à la Royal Grammar School de Newcastle. Il est si brillant en latin qu’il l’écrit et le parle couramment.
Le père d’Addison veut qu’il soit avocat, mais il s’inscrit à l’université d'Édimbourg en 1812, comme étudiant en médecine. En 1815, il reçoit le grade de docteur en médecine. Sa thèse, Dissertatio medica inauguralis quaedam de syphilide et hydrargyro complectens porte sur le traitement de la syphilis par le mercure.
Addison quitte Édimbourg pour Londres la même année et devient chirurgien (résident en chirurgie) au Lock Hospital (en). Addison est également l’élève de Thomas Bateman au dispensaire public. Il commence à pratiquer la médecine dans des salles communes accueillant les patients sur Carey Street.
Grâce à ses professeurs, Addison est fasciné par les maladies de peau (dermatologie). Cette fascination qui dure jusqu’à la fin de sa vie, l’amène à être le premier à décrire les changements de pigmentation de la peau typique de ce qu’on appelle maintenant la maladie d'Addison.

### LeGuy's Hospital
On fixe généralement le début de la remarquable carrière de médecin et de scientifique d’Addison à l’année 1817 quand il s’inscrit comme élève médecin au Guy's Hospital. L’établissement enregistre son arrivée comme suit : « Dec. 13, 1817, from Edinburgh, T. Addison, M.D., paid pounds 22-1s to be a perpetual Physician's pupil. ». Addison obtient sa licence au Collège royal de médecine en 1819 et, quelques années plus tard, est élu membre du Collège royal.
Addison est promu médecin assistant le 14 janvier 1824 et en 1827 il est nommé professeur de matière médicale. En 1835, Addison est maître de conférences adjoint de médecine aux côtés de Richard Bright et en 1837 il devient médecin titulaire au Guy's Hospital. Lorsque Bright a pris sa retraite d’assistant en 1840 Addison est devenu le seul maître de conférences. Il a occupé ce poste jusqu’aux environs de 1854–1855. À ce moment-là, lorsque les étudiants en médecine versent des honoraires pour un cycle de conférences distinct de l’enseignement habituel, ils recherchent dans toute la ville les enseignants les plus réputés. Addison est un professeur brillant. Il attire un grand nombre d’étudiants en médecine à ses cours.
Il fait partie, avec Richard Bright et Thomas Hodgkin des trois Giants of Guy's (« Géants », dans le sens personnalités de premier ordre, de l’hôpital Guy). Il écrit entre 1836 et 1839 un traité sur la médecine en collaboration avec Richard Bright.
Thomas Addison a un très bon diagnostic, mais c’est plutôt un homme timide et taciturne qui a une clientèle peu importante, alors que les médecins de son niveau ont en général une nombreuse clientèle. Il est l’un des médecins les plus respectés du Guy's Hospital où il exerce une grande influence, se consacrant presque exclusivement à ses étudiants et à ses patients. Il est réputé pour faire partie de cette catégorie de médecin qui cherche toujours à découvrir la panne dans une pièce de la machine plutôt que celui qui, à l’instar de son contemporain Benjamin Guy Babington (en), considère ses patients comme des êtres humains sensibles et souffrants.

### Décès et hommages
Thomas Addison souffre de nombreux épisodes marqués de dépression. Il semble certain que la dépression a contribué à sa décision de prendre sa retraite en 1860. Il écrit alors à ses étudiants : « Une dégradation de mon état de santé m’a éloigné des angoisses, des responsabilités et de l’excitation de ma profession, on ne peut pas encore déterminer si ce sera temporairement ou de façon permanente, mais quelle que soit l’issue, soyez assurés que rien ne me fera oublier l’intérêt que m’ont manifesté les élèves du Guy's Hospital pendant les nombreuses années consacrées à cette institution. »
Il se suicide trois mois plus tard, le 29 juin 1860, à Brighton. Le lendemain, la presse annonce ainsi son décès : 

« Le Dr Addison, un ancien médecin du Guy's Hospital, s’est suicidé en se jetant de sa fenêtre (dans l’espace situé entre la façade de la maison et la rue) au 15 Wellington Villas, où il avait résidé pendant un certain temps, sous la garde de deux infirmiers, après avoir tenté de mettre fin à ses jours. Il était âgé de 72 ans et était atteint d’une forme de folie appelée mélancolie qui altérait son état mental. Il se promenait dans le jardin avec ses infirmiers au moment où il a été appelé pour le dîner. Il a fait un pas vers la porte d’entrée, mais tout à coup s’est jeté par-dessus un muret dans la cour — d’une hauteur de neuf pieds — s’est fracturé le crâne et est décédé à une heure du matin »

— Herald de Brighton
Il est inhumé au cimetière du prieuré de Lanercost. Le Guy's Hospital fait sculpter un buste à son effigie, donne son nom à une salle de réunion dans une nouvelle partie de l’hôpital, et une plaque de marbre commémorative est accrochée au mur de la chapelle.

## Maladies décrites par Addison

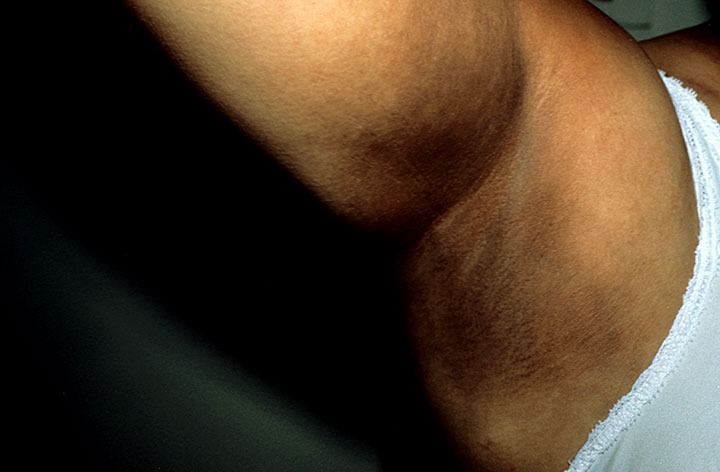
La « maladie bronzée » d'Addison

Addison a décrit plusieurs maladies :
- la maladie d’Addison, parfois appelée « maladie de la peau de bronze », due à une destruction progressive des Glande surrénales qui a pour résultat un déficit en sécrétion d’hormones corticosurrénaliennes. Addison décrit cette affection dans sa publication de 1855 : On the Constitutional and Local Effects of Disease of the Suprarenal Capsules[Trad. 2], sur 11 cas (dont, en fait, quatre ne relèvent pas de sa maladie)[1] ;
- l'insuffisance surrénale aigüe (crise addisonienne ou crise d’Addison), une crise aiguë mettant en jeu le pronostic vital au cours de la maladie d’Addison ;
- l’addisonisme - un ensemble de symptômes évoquant la maladie d’Addison, mais n’entrant pas dans le cadre de la maladie d’Addison et ne comportant pas d’atteinte des glandes surrénales ;
- l’anémie addisonienne ou maladie d’Addison-Biermer, maintenant synonyme d’anémie pernicieuse habituellement désignée sous le nom d’anémie de Biermer qui est la conséquence d’une carence en vitamine B12 ;
- le syndrome Addison-Schilder est une maladie métabolique congénitale associant les caractéristiques de la maladie d’Addison (maladie de la peau de bronze) et une sclérose cérébrale également connue sous le nom d’adrénoleucodystrophie liée à l'X.

Addison a donné un des premières descriptions correctes de l’appendicite et a écrit une étude de valeur sur l’action des poisons. Il a également apporté une contribution fondamentale à la reconnaissance et la compréhension de nombreuses autres maladies, notamment :
- la maladie d’Alibert de type I, une maladie de peau caractérisée par des taches rosées, bordées d’un halo violacé ;
- le syndrome d’Allgrove, une maladie congénitale des larmes ;
- la maladie d'Addison-Gull ou maladie de Hayer, une affection caractérisé par des plaques cutanées (xanthome) , un ictère, et une hypertrophie du foie et de la rate.